# Torre d'Ambigats
La Torre d'Ambigats és una antiga torre de defensa situada al costat meridional del terme de Barberà de la Conca (Conca de Barberà), al nord i ben a prop de l'autopista. Està declarada bé cultural d'interès nacional.

## Descripció
Restes d'una torre de guaita o defensa. Es tracta d'una construcció de planta circular del segle xi, feta amb el típic aparell del primer romànic; és a dir, carreus petits desbastats a cop de maceta i obrats amb morter de calç i sorra. Amb un diàmetre intern de 2,70 metres i el gruix de les parets d'1,90 metres, només conserva la part septentrional, que assoleix una alçada de poc més de 2 metres. Tenia una fonamentació que sobresurt a la part inferior del mur uns 0,60 metres. La torre està gairebé coberta de matolls, però s'aprecien almenys 2 metres de sediment a l'interior.

## Història
A començaments del segle xx, en la monografia Arreplec de dades per a la història de Barberà, explicava mossèn Josep Porta que, "a unes 25 passes" de la torre de Sant Pere d'Ambigats hi va haver, fins a les darreries del segle xix, l'església de Sant Pere d'Ambigats. L'erudit rector de Barberà dedicà un capítol del seu arreplec a historiar l'ermita de Sant Pere d'Ambigats, amb un relat que va del segle xiii al segle xix en què el temple fou desafectat i enderrocat a causa de la incuria del municipi que n'era el propietari. Molts anys després que mossèn Porta hagués historiat l'ermita, Albert Benet la documentava a l'any 945 en què els comtes de Barcelona Sunyer I i Riquilda la donaren, amb terres, delmes i primícies, al Monestir de Santa Cecília de Montserrat.
Albert Benet i Jordi Bolòs, a partir de les característiques, la ubicació i la relació cronològica de la torre de Sant Pere amb la torre primitiva del castell de Barberà, pensen que durant la segona meitat del segle xi vora Sant Pere hi va haver un nucli de població.

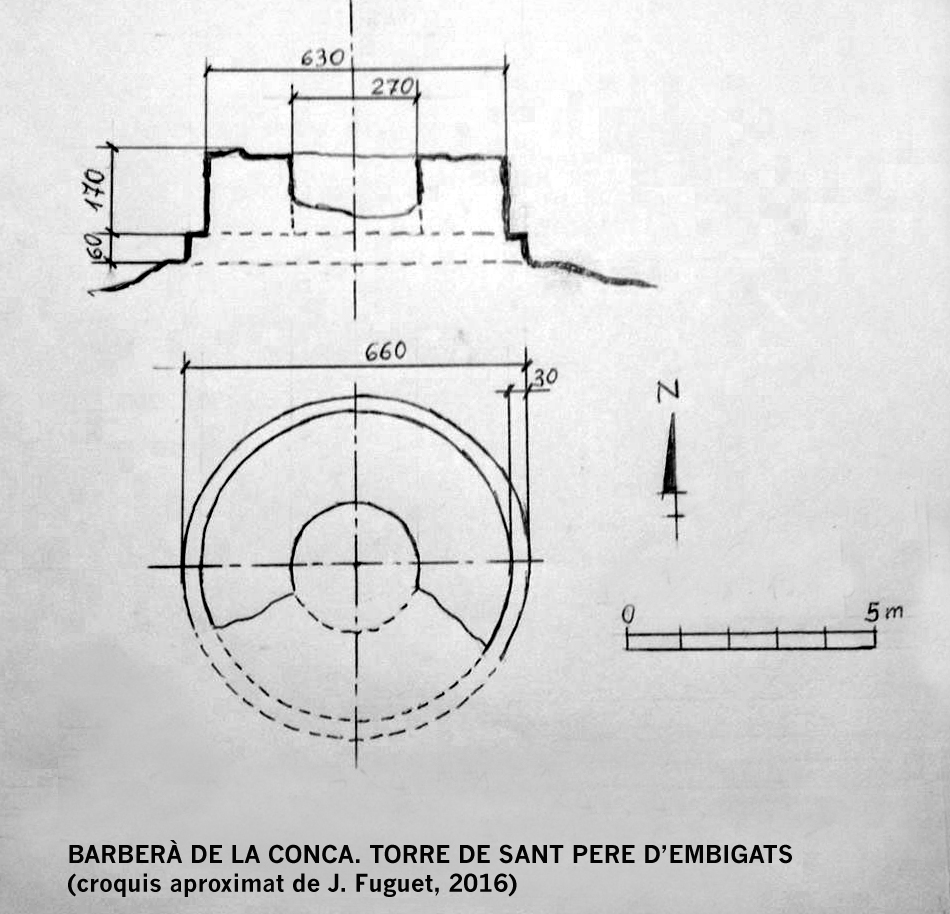
Barberà de la Conca. Torre d'Ambigats. (Croquis acotat realitzat l'any 2015).

Una suposada manca de documents relatius a la torre de Sant Pere, expressada en els escrits de Benet i Bolòs, fou aclarida per Carme Plaza en un estudi de toponímia barberenca. Per fer-ho, l'autora proposà una nova lectura de dos documents del segle xi (el núm. 252 i el núm. 251) del L.F.M. Segons ella, el topònim Guàrdia Grossa de l'un i el topònim Veltregar Gros, de l'altre són la mateixa cosa: la torre de Sant Pere d'Embigats.
Al llarg de la història, la torre i l'ermita de Sant Pere han donat nom dues partides del terme de Barberà: Sant/s Pere/s i Ambigats.

## Restes arqueològiques
Actualment tan sols queden les restes esmentades de la torre i vestigis de mur a l'indret on, segons mossèn Porta, hi havia l'ermita de Sant Pere d'Embigats. Al mateix indret s'hi trobà ceràmica de superfície d'un possible assentament iberoromà anterior a l'ocupació medieval.
Al vessant est, on està situada la torre, s'hi recolliren trossos d'àmfora romana comuna i ceràmica vidrada medieval. Es documentaren també les restes d'una estructura molt erosionada de pedres disposades d'est a oest, que es poden relacionar amb l'ermita de Sant Pere, bastida en època medieval. Tanmateix, si hom fa cas a la descripció que fa Porta de l'ermita, es pot afinar més i precisar que corresponen al mur que tancava el pati de l'ermita i afrontava amb el camí "dels monjos" que anava de Santes Creus a la Guàrdia dels Prats (possessió del monestir).